# Redmi Pad SE
Redmi Pad SE是一款由小米生產的Android平板電腦，於2023年8月發佈。它是Redmi Pad產品線的一部份，為一款走廉價路線的裝置（budget device）。

## 規格
Redmi Pad SE搭載一枚11吋FHD+顯示屏，支援90Hz屏幕刷新率。它由驍龍680處理器驅動，並提供4GB、6GB或8GB RAM及128GB內部儲存空間的配置選項（可擴充至最高1TB）。裝置內置一枚8000mAh電池，支援18W快速充電（包裝內含一枚10W充電器），並預載Android 13操作系統及小米自家的MIUI Pad 14介面。

### 鏡頭
平板搭載一枚800萬像素後置鏡頭及一枚500像素前置鏡頭。

### 音效
裝置備有四個支援Dolby Atmos的揚聲器。

### 設計
Redmi Pad SE採用一體化金屬機身設計。

## 市場
Redmi Pad SE於中國、印度、菲律宾及部份歐洲國家（含英国）發售。其定價分別為約199-229歐元（歐洲）、8,999-9,999比索（菲律賓）及12,999盧比（印度）。不出意料，在小米的發源地中國大陸，其6GB + 128GB售價僅為人民幣999元（~135美元），低於歐洲定價229歐元。它並未於美國推出。

## 迴響
意見指出Redmi Pad SE適合於媒體消費（media consumption）及輕辦公等日常使用，但礙於其處理器性能，未必適合於重度遊戲或密集生產力工作（intensive productivity）的場合中使用。

## 外部連結
- 官方网站